# 1716
سنة 1716 كانت سنة كبيسة تبدأ يوم الأربعاء (الرابط يظهر نموذج التقويم الكامل للسنة) من التقويم الميلادي، وسنة كبيسة تبدأ يوم الأحد من التقويم اليولياني.

## أحداث
- تأسيس مدينة سان مارك وتقع حاليا في هايتي.
- 4 يناير: تأسيس مدينة غوادالوبي، نويفو ليون وتقع حاليا في المكسيك.
- بداية الحرب العثمانية النمساوية 1716–18 في 1716 والتي انتهت في 21 يوليو 1718.

## مواليد
- يوسا بوسون

## وفيات
- يوهان كريستيان هالمان